# Esteban Roldán Oliarte
Esteban Roldán Oliarte o Esteban Roldán Oliart (Esplugas de Llobregat, ca. 1890 - ?) fue un periodista, historiador y escritor español. 

## Biografía
Inició su vida política en el catalanismo. Posteriormente ingresó en el jaimismo, dirigió el semanario tradicionalista Reacció de Barcelona y fue redactor de El Correo Español de Madrid. En 1920 emigró a América, residiendo en Venezuela, Costa Rica y Nicaragua, donde continuó ejerciendo de periodista. Posteriormente se trasladó en La Habana, donde con la ayuda del escritor José María Labraña Oriol, el historiador Emilio Roig de Leuchsenring y el naturalista Fernando Caíñas Viñas, compuso en 1940 la monumental obra Cuba en la mano; enciclopedia popular ilustrada.

## Obras
- Venezuela adentro (treinta años de política) (1928)
- El libro de Venezuela (Administración y Política) (1929)
- Venezuela ante el centenario de Bolívar (1930)
- La monarquía y los partidos políticos de España (1930)
- Bolívar entre dos Américas, 1830-1930 (1931)
- El sentido del gobierno propio (1931)
- El general Juan Vicente Gómez: Venezuela de cerca (1933)
- El Japón en Asia y en el mundo (1938)
- Cuba en la mano; enciclopedia popular ilustrada (1940)
- De Rizal a Quirino (1950)